# Wangenitzsee
Der Wangenitzsee liegt in der Schobergruppe im Nationalpark Hohe Tauern auf 2465 m ü. A. und ist der größte Bergsee im österreichischen Bundesland Kärnten.
Der See liegt südöstlich des Hohen Perschitzkopfs (3125 m) am Wiener Höhenweg, nur etwa 100 Meter von der Grenze zu Osttirol entfernt. An seinem Nordufer liegt auf 2508 m die Wangenitzseehütte.
Der See nimmt eine Fläche von 21,57 Hektar ein, die maximale Tiefe beträgt 48 Meter, bei einer mittleren Tiefe von 16,2 Meter. Die Uferlinie beträgt 2 km, das Volumen des Sees 3,487 Millionen m³. Im südwestlichen Bereich des Sees liegen drei kleine Inseln. Das Einzugsgebiet des Sees ist mit 1,94 km² relativ klein. Hauptzufluss des Sees ist der Kreuzsee, entwässert wird er über den Wangenitzbach in die Möll.
Die Flora der Seeumgebung besteht hauptsächlich aus Krummseggenrasen, vor allem wächst hier Scheuchzers Wollgras.

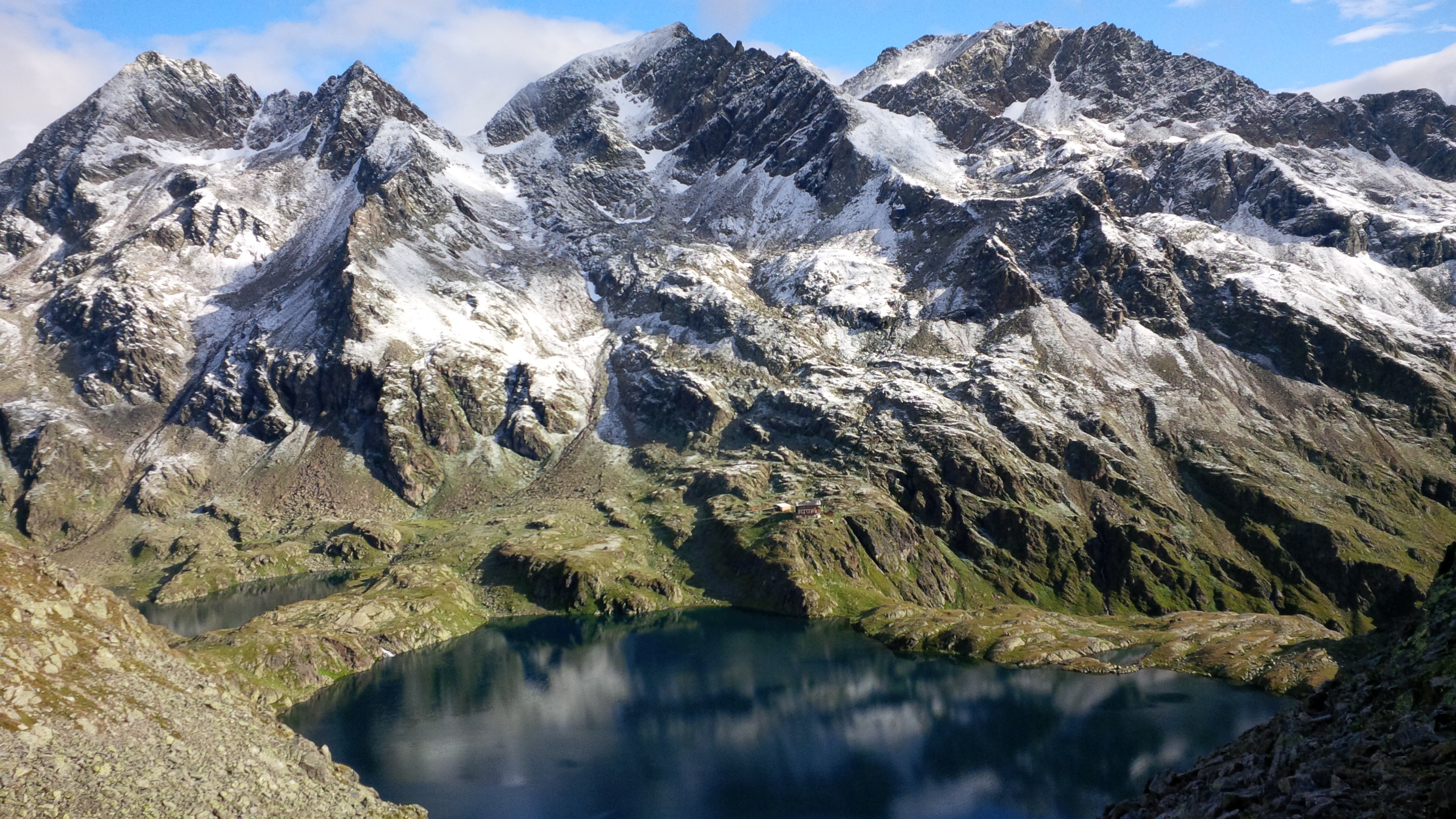
Wangenitzsee, dahinter Hoher Perschitzkopf, Kruckelkopf und Petzeck (von links); mittig die Wangenitzseehütte, links der Kreuzsee